# Strumigenys azteca
Strumigenys azteca (лат.) — вид мелких земляных муравьёв из подсемейства Myrmicinae. Северная Америка: Мексика, Гватемала, Гондурас, Белиз.
Мелкие муравьи (около 2 мм) с сердцевидной головой, расширенной кзади. Проподеум угловатый. Обладают треугольными короткими жвалами (длина головы HL 0,46-0,50 мм, ширина головы HW 0,39-0,45 мм, мандибулярный индекс MI 17-20).
Включён в видовой комплекс S.azteca-complex (в группе S.excisa-group), где близок к видам Strumigenys rogata и Strumigenys turpis, но отличается формой головы (она в профиль сильно выпуклая кверху) и антеровентральными краями головы перед глазами, которые формируют там узкую впадину. Основная окраска коричневая. Мандибулы короткие, треугольные (с несколькими зубцами). Стебелёк между грудкой и брюшком состоит из двух члеников: петиолюса и постпетиолюса (последний четко отделен от брюшка), жало развито, куколки голые (без кокона). Специализированные охотники на коллембол. Вид был впервые описан в 1960 году бразильским мирмекологом Вальтером Кемпфом под первоначальным названием Glamyromyrmex aztecus Kempf, 1960. С 1999 года в составе рода Pyramica, а с 2007 в составе Strumigenys.